# Plélan-le-Grand
Plélan-le-Grand é uma comuna francesa na região administrativa da Bretanha, no departamento Ille-et-Vilaine. Estende-se por uma área de 49,35 km². Em 2010 a comuna tinha 4 073 habitantes (densidade: 82,5 hab./km²).